# 鄭司律
鄭司律 (Cheng Sze Lut；1988年12月6日—)，曾任立法會議員助理、工黨社區幹事、時事評論員，及工黨第三屆執委會成員。他畢業於香港嶺南大學(主修文化研究)，在學期間曾擔任學生會幹事會會長（2010年-2011年)。2011年，工黨正式成立。二十名執行委員中，大多來自勞工和社福界，除部分屬職工盟骨幹成員外，亦有浸大政治及國際關係助理教授黃偉國及「八十後」學運人士，前港大學生會會長郭永健及前嶺大學生會會長鄭司律。他是工黨創黨副主席，曾任工黨第一屆執委會副主席（黨務）。他亦是香港泛民主派成員。根據信報報導，他已退出工黨。

## 事件

### 政務司長唐英年的80 後「車毁人亡論」
唐英年發炮挑釁80後社運青年，引來各方批評。時為嶺南大學學生會會長的鄭司律指：「年輕人有不同類型，有反對不公義政策的年輕人，亦有只愛吃喝玩樂的年輕人，有溫和有激進，亦有左派有自由主義，是多元聚集。」他批評唐英年將年輕人及80後兩個概念轉換，反映政府不理解民眾特質，亂扣帽子，漠視個人價值。

### 參選2012年香港立法會選舉
2012年6月9日，何秀蘭、鄭司律、鍾松輝代表工黨，報名參選2012年香港立法會選舉(香港島)。

### 工黨筲箕諷民建聯篩選
民建聯的政改方案推出後，被形容為超高門檻篩選方案，意圖透過「全票半數制」，拒讓泛民入閘。2014年4月24日，工黨鄭司律與近十名成員到民建聯總部踩場，並送上「筲箕」諷刺有關方案是篩選。工黨表明，日後若再有建制派政黨提出假普選政改建議，該黨會踩場示威。

### 申法援覆核高鐵撥款
2016年3月15日，鄭司律以個人名義，向法援署申請法援，以司法覆核挑戰財委會通過高鐵196億元追加撥款的決定。他不滿立法會財委會代主席陳鑑林違反議事規則，在表決前阻止議員發言，剝奪議員在議會中發言的權利。而在議案進入表決程序前，陳沒有就議員依照《財務委員會會議程序》第37A 條提出的議案表決，認為有關做法違反議事程序。鄭認為，高鐵項目涉及巨額公帑，惟陳不公道地通過追加撥款，遂擬司法覆核挑戰財委會的決定。

### 抗議領展益炒家
2016年4月9日，工黨鄭司律，聯同民主黨南區區議員區諾軒、社民連副主席黃浩銘、人民力量副主席譚得志、「小麗民主教室」劉小麗等，聯合到領展辦事處示威，反對領展將社區設施轉售予炒家。他們又在辦事處外撒溪錢，批評領展為賺錢麻木不仁。

### 姚松炎2018補選選舉團隊主要成員
姚松炎參加2018年3月11日舉行香港立法會補選九龍西地方直選，鄭司律是姚松炎選舉團隊主要成員之一。 選舉結果，姚松炎得105,060票，107,479票的鄭泳舜，姚松炎落敗。

## 外部連結
- 鄭司律工黨網頁[永久]
- 嶺南大學學生會第四十三屆幹事會成員